# Le May-sur-Èvre
Le May-sur-Èvre is een gemeente in het Franse departement Maine-et-Loire in de regio Pays de la Loire. De gemeente maakt deel uit van het arrondissement Cholet en sinds 22 maart 2015 van het op die dag gevormde kanton Saint-Macaire-en-Mauges, sinds 2020 gemaamd kanton Sèvremoine. Daarvoor viel het onder het kanton Beaupréau. Le May-sur-Èvre telde op 1 januari 2022 3.878 inwoners.

## Geografie
De oppervlakte van Le May-sur-Èvre bedraagt 31,62 vierkante kilometer; Op 1 januari 2022 was de bevolkingsdichtheid 122,6 inwoners per km².

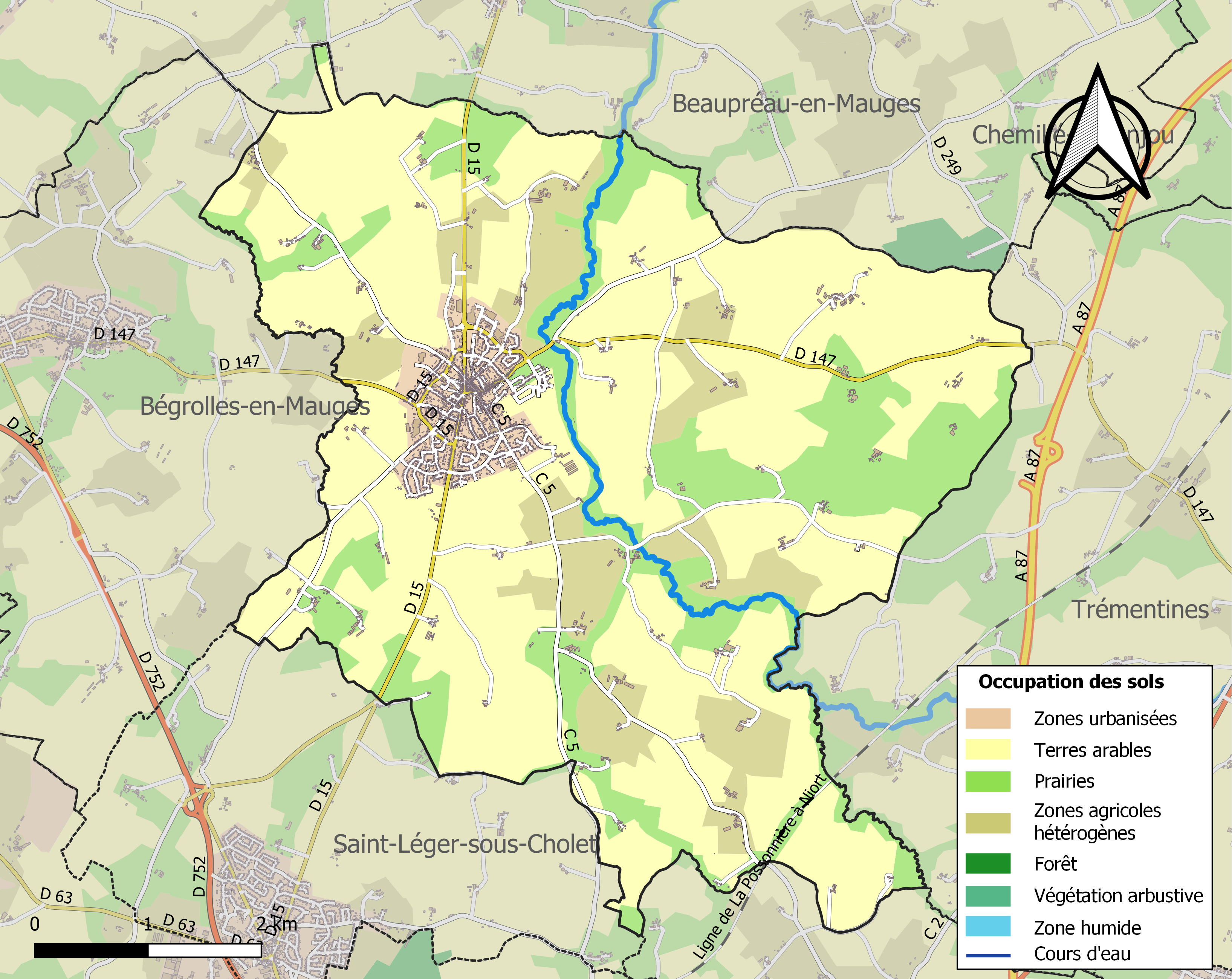
Kaart van de gemeente met de belangrijkste infrastructuur, bodemgebruik en omliggende gemeenten

## Demografie
Onderstaande figuur toont het verloop van het inwonertal.
Le May-sur-Èvre · La Romagne · Saint-Christophe-du-Bois · Saint-Léger-sous-Cholet · La Séguinière · Sèvremoine